# 于梅
于梅（1963年—），女，山东牟平人，中国跳伞运动员，第十七届世界跳伞锦标赛（法国）女子个人定点冠军。